# Liste der Biografien/Gey
Liste der Biografien |
Portal Biografien |
Personensuche
# |
A |
B |
C |
D |
E |
F |
G |
H |
I |
J |
K |
L |
M |
N |
O |
P |
Q |
R |
S |
T |
U |
V |
W |
X |
Y |
Z |
?
 
Ga |
Gb |
Gc |
Gd |
Ge |
Gf |
Gh |
Gi |
Gj |
Gk |
Gl |
Gm |
Gn |
Go |
Gp |
Gq |
Gr |
Gs |
Gu |
Gv |
Gw |
Gy |
Gz
 
Gea |
Geb |
Gec |
Ged |
Gee |
Gef |
Geg |
Geh |
Gei |
Gej |
Gek |
Gel |
Gem |
Gen |
Geo |
Gep |
Ger |
Ges |
Get |
Geu |
Gev |
Gew |
Gex |
Gey |
Gez
Die Liste der Biografien führt alle Personen auf, die in der deutschsprachigen Wikipedia einen Artikel haben. Dieses ist eine Teilliste mit 199 Einträgen von Personen, deren Namen mit den Buchstaben „Gey“ beginnt.

## Gey
- Gey, George Otto (1899–1970), US-amerikanischer Zellbiologe
- Gey, Gerhard (* 1950), deutscher Politiker (CDU), Landrat
- Gey, Leonhard (1838–1894), deutscher Maler
- Gey, Manfred (* 1952), deutscher Chemiker
- Gey, Mathias (* 1960), deutscher Fechtsportler
- Gey, Sven (* 1986), deutscher Schauspieler
- Gey, Traugott (1796–1875), deutscher Kinderdarsteller (Sopran) und Opernsänger (Bass) und Theaterschauspieler
- Gey-Heinze, Marie (1881–1908), deutsche Malerin und Grafikerin

### Geyc
- Geycke, Joachim Wilhelm (1768–1840), Hamburger Orgel- und Instrumentenbauer
- Geycke, Johann Paul (1726–1804), deutscher Orgelbauer

### Geyd
- Geyder, August (1808–1874), deutscher Rechtswissenschaftler, Schriftsteller und Hochschullehrer
- Geyder, Balthasar (1681–1767), deutscher lutherischer Theologe

### Geye
- Geye, Reiner (1949–2002), deutscher Fußballspieler
- Geyer von Edelbach, Christoph Ehrenreich († 1667), niederösterreichischer Landuntermarschall
- Geyer von Osterburg, Hans († 1561), österreichischer Adliger und Beamter
- Geyer zu Lauf, Hans von (1895–1959), deutscher Maler
- Geyer, Adolf (1829–1896), deutscher Sänger (Tenor) und Musikdirektor
- Geyer, Albert (1846–1938), deutscher Architekt und preußischer Baubeamter
- Geyer, Alexius (1816–1883), deutscher Landschaftsmaler
- Geyer, Andrea (* 1971), deutsche Künstlerin
- Geyer, Angelika (* 1948), deutsche Klassische Archäologin
- Geyer, Anika (* 1990), deutsche Schauspielerin
- Geyer, Anna (1893–1973), deutsche sozialistische Politikerin und Journalistin
- Geyer, Anton (1918–1993), deutscher Prälat
- Geyer, August (1831–1885), deutsch-österreichischer Strafrechtler, Rechtsphilosoph und Hochschullehrer
- Geyer, Augustin Andreas (1774–1837), deutscher katholischer Geistlicher und Fossiliensammler
- Geyer, Auwi (* 1957), deutscher Jazzmusiker (Posaune)
- Geyer, Bergith (* 1947), deutsche Szenenbildnerin und Kunstpädagogin
- Geyer, Bernhard (1880–1974), deutscher katholischer Priester, Professor und Theologe
- Geyer, Carl (1802–1889), deutscher Entomologe und Kupferstecher
- Geyer, Carl (1880–1973), deutscher Musikinstrumentenbauer
- Geyer, Carl Friedrich (* 1807), deutscher Musikinstrumenten- und Orgelbauer
- Geyer, Carl von (1851–1922), deutscher Versicherungsdirektor und Verbandsfunktionär
- Geyer, Carl-Friedrich (* 1949), deutscher Philosoph und Hochschullehrer
- Geyer, Christian (1862–1929), deutscher evangelischer Theologe
- Geyer, Christian (* 1964), deutscher Tennisspieler
- Geyer, Conrad (1816–1893), deutscher Kupfer- und Stahlstecher
- Geyer, Curt (1891–1967), deutscher Politiker (SPD, USPD, KPD), MdR, Journalist und Historiker
- Geyer, Cyrill (* 1981), Schweizer Eishockeyspieler
- Geyer, David (1855–1932), deutscher Zoologe und Paläontologe
- Geyer, Dean (* 1986), südafrikanisch-australischer Sänger, Songwriter und Schauspieler
- Geyer, Dietrich (1928–2023), deutscher Historiker
- Geyer, Dominicus (1662–1726), Abt des Zisterzienserklosters Grüssau
- Geyer, Eberhard (1899–1943), nationalsozialistischer Anthropologe und Hochschullehrer
- Geyer, Eduard (* 1944), deutscher Fußballspieler und -trainer, Stasi-IMEduard Geyer (* 1944)

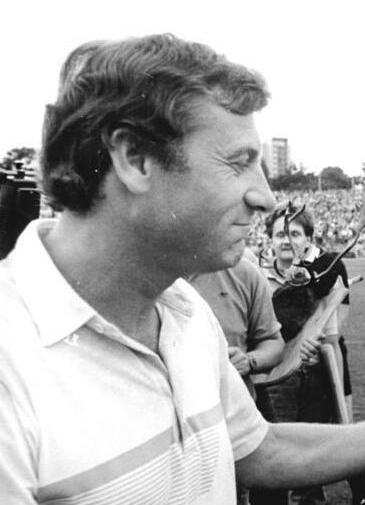
Eduard Geyer (* 1944)

- Geyer, Emil (1872–1942), österreichischer Theaterregisseur, Intendant und Kunstsammler
- Geyer, Erhard (* 1939), deutscher Gewerkschafter
- Geyer, Erich (* 1950), deutscher Fußballspieler und Fußballtrainer
- Geyer, Ernst (1888–1949), deutscher Reichsbahnbeamter und Präsident der Reichsbahndirektion Nürnberg
- Geyer, Ernst (* 1945), deutscher Journalist und Film- und Fernsehproduzent
- Geyer, Fabian (* 1969), deutscher Jurist und parteiloser Politiker
- Geyer, Flodoard (1811–1872), deutscher Komponist, Musikpädagoge und Musikkritiker
- Geyer, Florian († 1525), deutscher Ritter, Diplomat und Bauernführer im Deutschen Bauernkrieg 1525Florian Geyer († 1525)

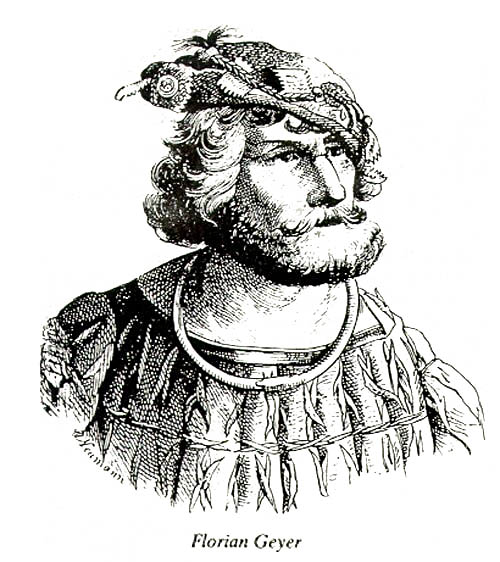
Florian Geyer († 1525)

- Geyer, Frank (* 1953), deutscher Fußballspieler
- Geyer, Franz (1885–1970), deutscher Verwaltungsjurist und Kommunalpolitiker
- Geyer, Franz Xaver (1859–1943), deutscher Missionsbischof
- Geyer, Friedrich (1853–1937), deutscher Politiker (SPD, USPD, KPD), MdR
- Geyer, Fritz (1873–1949), deutscher Maler, Radierer und Lithograf
- Geyer, Fritz (1879–1938), deutscher Althistoriker und Gymnasiallehrer
- Geyer, Fritz (1888–1966), deutscher Regierungsbeamter, Jurist
- Geyer, Georg (1823–1912), österreichischer Landschaftsmaler
- Geyer, Georg (1857–1936), österreichischer Geologe
- Geyer, Gerd (* 1956), deutscher Paläontologe
- Geyer, Gerhard (1907–1989), deutscher Bildhauer und Grafiker
- Geyer, Greta (* 2001), deutsche Schauspielerin
- Geyer, Hans F. (1915–1987), Schweizer Philosoph
- Geyer, Hans-Georg (1929–1999), deutscher Philosoph und evangelischer Theologe
- Geyer, Hans-Joachim (1901–1972), deutscher Autor und Agent
- Geyer, Heike (* 1970), deutsche Juristin
- Geyer, Heinrich (1818–1896), deutscher Prophet der katholisch-apostolischen Gemeinden
- Geyer, Heinrich Ludwig (1848–1911), deutscher Apotheker
- Geyer, Heinz (1897–1982), deutscher Dirigent und Komponist in Brasilien
- Geyer, Heinz (1929–2008), deutscher Geheimdienstler, letzter Stabschef der HVA im Ministerium für Staatssicherheit der DDR
- Geyer, Hellmuth (1920–1982), deutscher Politiker (SED)
- Geyer, Henry S. (1790–1859), US-amerikanischer Politiker
- Geyer, Hermann (1873–1963), österreichischer Politiker (CSP), Landtagsabgeordneter, Abgeordneter zum Nationalrat
- Geyer, Hermann (1882–1946), deutscher General der Infanterie im Zweiten WeltkriegHermann Geyer (1882–1946)

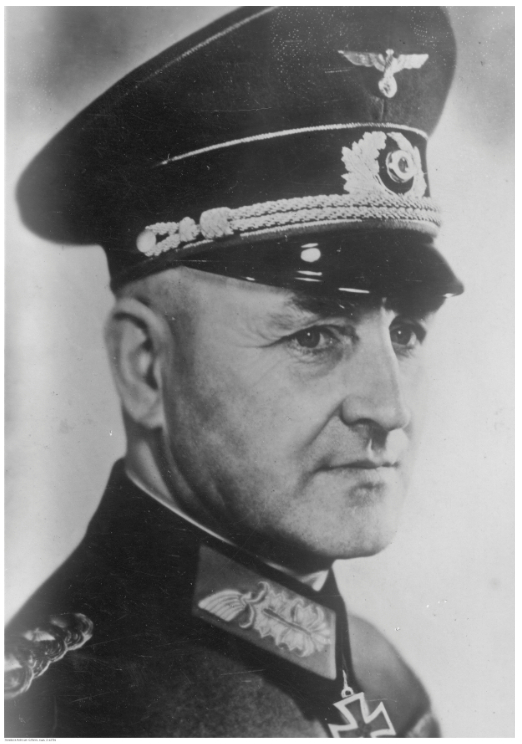
Hermann Geyer (1882–1946)

- Geyer, Hermann (1934–2016), deutscher Maler und Glasmaler
- Geyer, Horst (1907–1958), deutscher Psychiater, Neurologe und Autor
- Geyer, Jens (* 1963), deutscher Politiker (SPD), MdL
- Geyer, Johann (1807–1875), deutscher Genre- und Historienmaler
- Geyer, Johann (* 1942), österreichischer Fußballspieler
- Geyer, Johann Daniel Wilhelm von (1704–1769), kursächsischer Generalmajor und Festungskommandant
- Geyer, Josef (1889–1972), tschechoslowakischer Lehrer und Abgeordneter des Tschechoslowakischen Parlaments
- Geyer, Julius (1876–1945), deutscher Ingenieur und Industrieller
- Geyer, Karl (1899–1998), österreichischer Fußballspieler und -trainer
- Geyer, Karl Andreas (1809–1853), deutscher Botaniker
- Geyer, Klaus, deutscher Botschafter
- Geyer, Klaus (1940–2003), deutscher evangelischer Pfarrer
- Geyer, Konrad V. († 1431), deutscher Benediktinerabt
- Geyer, Lee E. (1888–1941), US-amerikanischer Politiker
- Geyer, Lina (* 1986), deutsche Hockeyspielerin
- Geyer, Louis (1805–1869), deutsch-polnischer Industrieller
- Geyer, Louis (* 2001), deutscher American-Football-Spieler
- Geyer, Ludwig (1779–1821), deutscher Maler, Schriftsteller und SchauspielerLudwig Geyer (1779–1821)

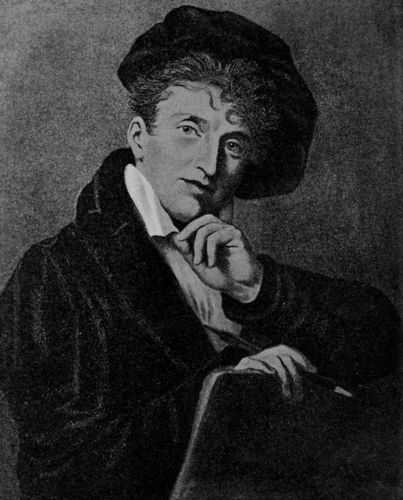
Ludwig Geyer (1779–1821)

- Geyer, Ludwig (1904–1992), deutscher Radrennfahrer
- Geyer, Manfred (* 1951), deutscher Biathlet
- Geyer, Martin H. (* 1957), deutscher Historiker
- Geyer, Matthias (* 1962), deutscher Journalist
- Geyer, Michael (1940–2003), deutscher Journalist, Moderator und Chefredakteur bei Radio Bremen
- Geyer, Michael (* 1943), deutscher Psychiater, emeritierter Hochschullehrer und Autor
- Geyer, Michael (* 1947), deutscher Historiker
- Geyer, Otto (1843–1914), deutscher Bildhauer, Medailleur und Hochschullehrer
- Geyer, Otto Franz (1924–2002), deutscher Geologe und Paläontologe
- Geyer, Paul († 1899), deutscher römisch-katholischer Missionar und Generalvikar
- Geyer, Paul (* 1955), deutscher Romanist
- Geyer, Peter (* 1952), deutscher Fußballspieler
- Geyer, Reiner (* 1964), deutscher Fußballspieler und -trainer
- Geyer, Robert (1874–1957), Apostel der Allgemeinen christlichen apostolischen Mission
- Geyer, Roland (* 1952), österreichischer Kulturmanager und Opernintendant
- Geyer, Rudolf (1861–1929), österreichischer Orientalist
- Geyer, Rudolf (1884–1972), österreichischer Grafikdesigner
- Geyer, Rudolf (1891–1958), österreichischer Archivar und Wirtschaftshistoriker
- Geyer, Rudolf (* 1947), deutscher Biochemiker
- Geyer, Siegfried (1883–1945), österreichischer Schriftsteller, Dramaturg, Journalist, Drehbuchautor, Theaterleiter, Theaterkritiker, Lektor und Übersetzer
- Geyer, Steffen (* 1979), deutscher Hanf-Aktivist, Blogger und Autor
- Geyer, Stefi (1888–1956), ungarische Violinistin
- Geyer, Suzanne (* 1945), deutsche Schauspielerin und Schauspiellehrerin
- Geyer, Thomas (* 1991), deutscher FußballspielerThomas Geyer (* 1991)

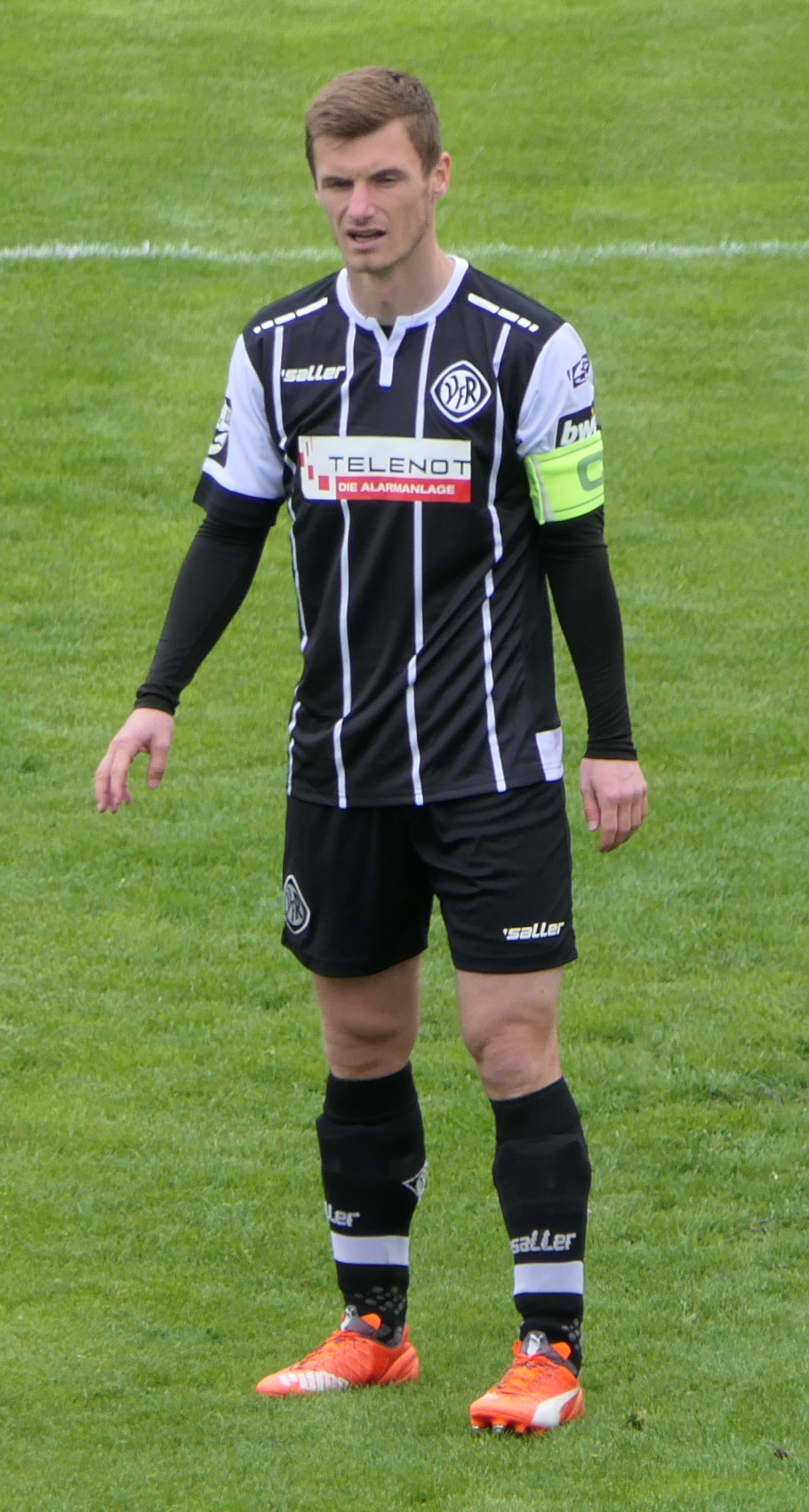
Thomas Geyer (* 1991)

- Geyer, Volker (* 1965), deutscher Gewerkschafter, Vorsitzender des DBB
- Geyer, Waldemar (1882–1947), deutscher Politiker (NSDAP), MdR und Polizeipräsident
- Geyer, Walter (* 1947), österreichischer Jurist und Politiker (Grüne), Abgeordneter zum Nationalrat
- Geyer, Wilhelm (1900–1968), deutscher Maler, Graphiker und Glasmaler
- Geyer, Wulf-Dieter (1939–2019), deutscher Mathematiker
- Geyer-Carles, Johanna (* 1995), französische Mittelstreckenläuferin
- Geyer-Geyersperg, Rudolf von (1879–1960), österreichischer Schauspieler, Regisseur, Dramatiker und Dramaturg
- Geyer-Hindemith, Christian (* 1960), deutscher Journalist und Redakteur der Frankfurter Allgemeinen Zeitung
- Geyer-Hopfe, Ursula (1924–2023), deutsche Schauspielerin und Theaterregisseurin
- Geyer-Raack, Ruth Hildegard (1894–1975), deutsche Innenarchitektin, Textildesignerin, Möbeldesignerin, Wandmalerin
- Geyerhahn, Siegfried (1879–1960), österreichisch-US-amerikanischer Jurist
- Geyerhahn, Walter (1912–1990), brasilianischer Buchhändler und Verleger
- Geyermann, Peter (1941–1978), deutscher römisch-katholischer Ordensmann, Missionar und Märtyrer
- Geyert, Willi (* 1920), deutscher Fußballspieler

### Geyg
- Geyger, Ernst Moritz (1861–1941), deutscher Bildhauer, Medailleur, Maler und RadiererErnst Moritz Geyger (1861–1941)

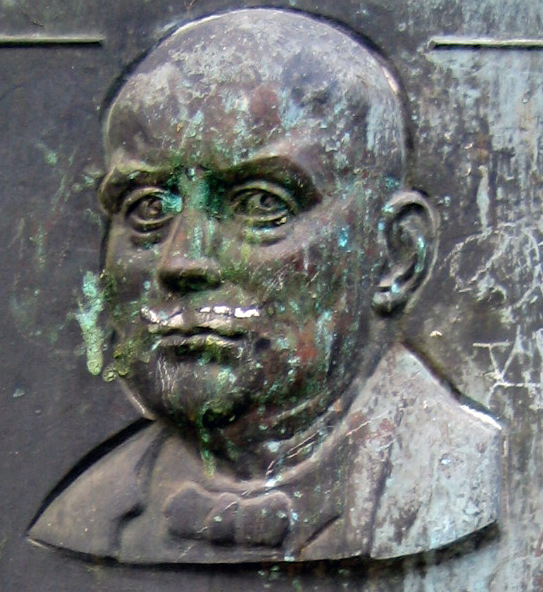
Ernst Moritz Geyger (1861–1941)

- Geyger, Johann Georg (1921–2004), deutscher Maler, Zeichenlehrer und Grafiker
- Geygis, Benedikt (1752–1818), Schweizer Zisterzienser

### Geyi
- Geyik, Volkan (* 1991), türkischer Fußballspieler
- Geyik, Yüsra (* 1990), türkische Schauspielerin

### Geyk
- Geyken, Frauke (* 1963), deutsche Historikerin, Publizistin und Herausgeberin

### Geyl
- Geyl, Pieter (1887–1966), niederländischer Historiker
- Geyler, Hermann Theodor (1835–1889), deutscher Paläobotaniker und Botaniker
- Geyling, Carl (1814–1880), österreichischer Glasmaler
- Geyling, Franz (1803–1875), österreichischer Maler
- Geyling, Johann (1495–1559), deutscher lutherischer Geistlicher
- Geyling, Josef (1799–1885), österreichischer Maler
- Geyling, Remigius (1878–1974), österreichischer Maler und Bühnenbildner
- Geyling, Rolf (1884–1952), österreichischer Ingenieur und Architekt

### Geym
- Geymeier, Ganesh (* 1984), Schweizer Jazzmusiker (Tenorsaxophon)
- Geymet, Giovanni (1831–1900), italienischer Generalleutnant und Politiker
- Geymonat, Ludovico (1908–1991), italienischer Philosoph
- Geymüller, Heinrich von (1839–1909), Schweizer Kunst- und Architekturhistoriker
- Geymüller, Johann Heinrich (1754–1824), schweizerisch-österreichischer Bankier
- Geymüller, Johann Heinrich von, der Jüngere (1781–1848), schweizerischer Bankier
- Geymüller, Johann Jakob (1760–1834), Schweizer Bankier

### Geyn
- Geyn, Hein van de (* 1956), niederländischer Jazzbassist

### Geyo
- Geyoro, Onema Grace (* 1997), französische Fußballspielerin

### Geyp
- Geypen, Kim (* 1984), belgische Leichtathletin

### Geyr
- Geyr von Schweppenburg, Friedrich (1802–1859), preußischer Politiker, Beigeordneter und Mitglied des Preußischen Herrenhauses
- Geyr von Schweppenburg, Friedrich (1831–1904), preußischer Politiker, Beigeordneter und Mitglied des Preußischen Herrenhauses
- Geyr von Schweppenburg, Hans (1884–1963), deutscher Zoologe
- Geyr von Schweppenburg, Josef (1754–1832), deutscher Rittergutsbesitzer und Politiker
- Geyr von Schweppenburg, Karl (1801–1875), preußischer Generalleutnant
- Geyr von Schweppenburg, Leo (1886–1974), deutscher General der Panzertruppe im Zweiten Weltkrieg
- Geyr von Schweppenburg, Rudolf (1832–1907), deutscher Rittergutsbesitzer und Politiker
- Geyr von Schweppenburg, Theodor (1806–1882), preußischer Politiker, Beigeordneter und Mitglied des Preußischen Herrenhauses
- Geyr, Géza Andreas von (* 1962), deutscher DiplomatGéza Andreas von Geyr (* 1962)

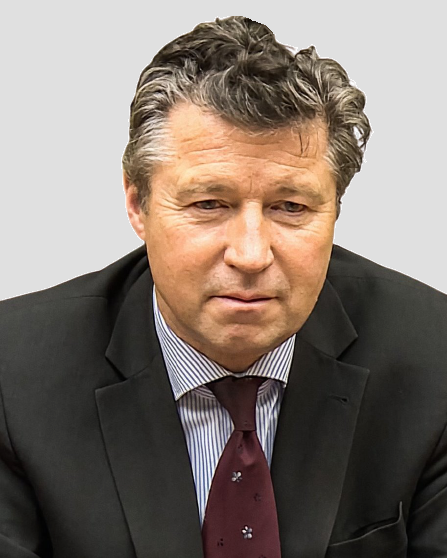
Géza Andreas von Geyr (* 1962)

- Geyr, Magdalena von (* 1984), deutsche Basketballnationalspielerin
- Geyr, Max Heinrich von (1712–1789), deutscher römisch-katholischer Priester und Domherr in Köln
- Geyr, Theodor (1895–1953), deutscher Kirchenmaler
- Geyre, Arnaud (1935–2018), französischer Radrennfahrer
- Geyrhalter, Nikolaus (* 1972), österreichischer FilmemacherNikolaus Geyrhalter (* 1972)

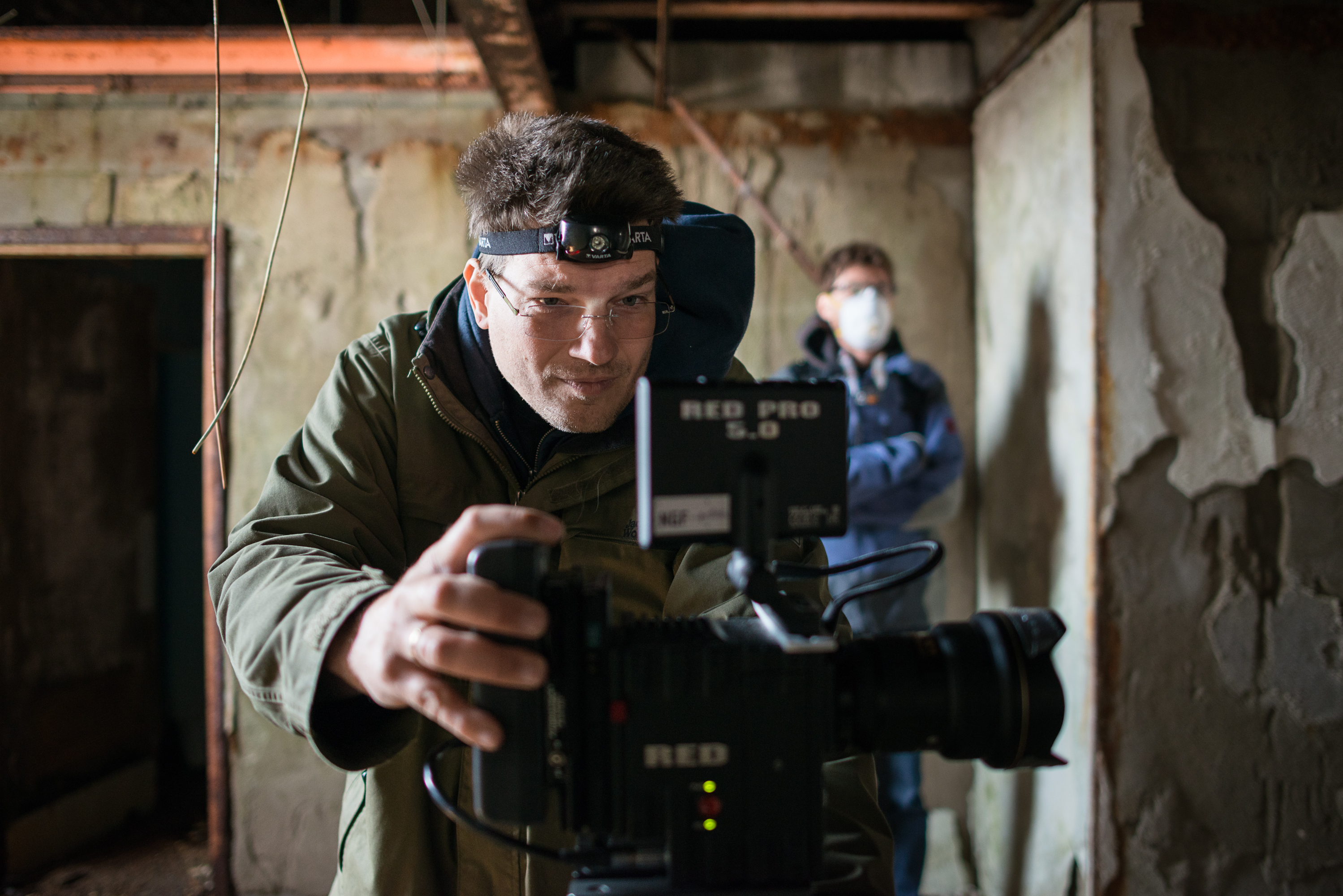
Nikolaus Geyrhalter (* 1972)

- Geyrhofer, Niklas (* 2000), österreichischer Fußballspieler

### Geys
- Geys, Helmut (1927–2012), deutscher Politiker (SPD), MdL
- Geys, Jef (1934–2018), belgischer Fotograf, Bildhauer und Maler
- Geyse (* 1998), brasilianische Fußballspielerin
- Geysels, Jos (* 1952), belgischer Politiker
- Geyser, Christian Gottlieb (1742–1803), deutscher Maler und Kupferstecher
- Geyser, Gottfried (1699–1764), deutscher evangelischer Theologe
- Geyser, Gottlieb Wilhelm (1789–1865), deutscher Maler, Illustrator und Kunstschriftsteller
- Geyser, Hermina (* 1938), südafrikanische Hochspringerin
- Geyser, Joseph (1869–1948), deutscher Philosoph
- Geyser, Maria Elisabeth (1912–2008), deutsche Richterin
- Geyser, Paul (1824–1882), reformierter Geistlicher
- Geyser, Samuel Gottfried (1740–1808), deutscher Pädagoge und evangelischer Theologe
- Geysius, Johannes, deutscher Mathematiker (Rechenmeister)
- Geyso, August von (1802–1861), deutscher Politiker
- Geyso, Eckhard von (1891–1982), deutscher Generalmajor im Zweiten Weltkrieg
- Geyso, Franz von (1803–1870), kurhessischer Offizier und Abgeordneter
- Geyso, Franz von (1855–1925), preußischer Offizier und Geschichtsforscher
- Geyso, Friedrich August von (1715–1787), kurhannoverscher Generalmajor
- Geyso, Friedrich von (1793–1835), kurhessischer Offizier und Abgeordneter
- Geyso, Johann Erhard Ludwig von (1624–1707), kurbrandenburgischer Generalmajor und Kommandeur der Berliner und Preußischen Leibgarde
- Geyso, Johann von (1593–1661), Generalleutnant im Dreißigjährigen Krieg, Geheimer Kriegsrat und Gutsherr
- Geyso, Julius von (1827–1891), kurhessischer Offizier und Abgeordneter
- Geyso, Peter-Johannes von (* 1941), deutscher Generalmajor der Bundeswehr
- Geyso, Wilhelm von (1800–1871), sachsen-meiningischer Kammerherr und Abgeordneter
- Geyson, Kevin (* 1984), kanadischer Wasserspringer

### Geyw
- Geywitz, Harald (* 1971), deutscher Unternehmer, Präses der Evangelischen Kirche Berlin-Brandenburg-schlesische Oberlausitz
- Geywitz, Klara (* 1976), deutsche Politikerin (SPD)Klara Geywitz (* 1976)

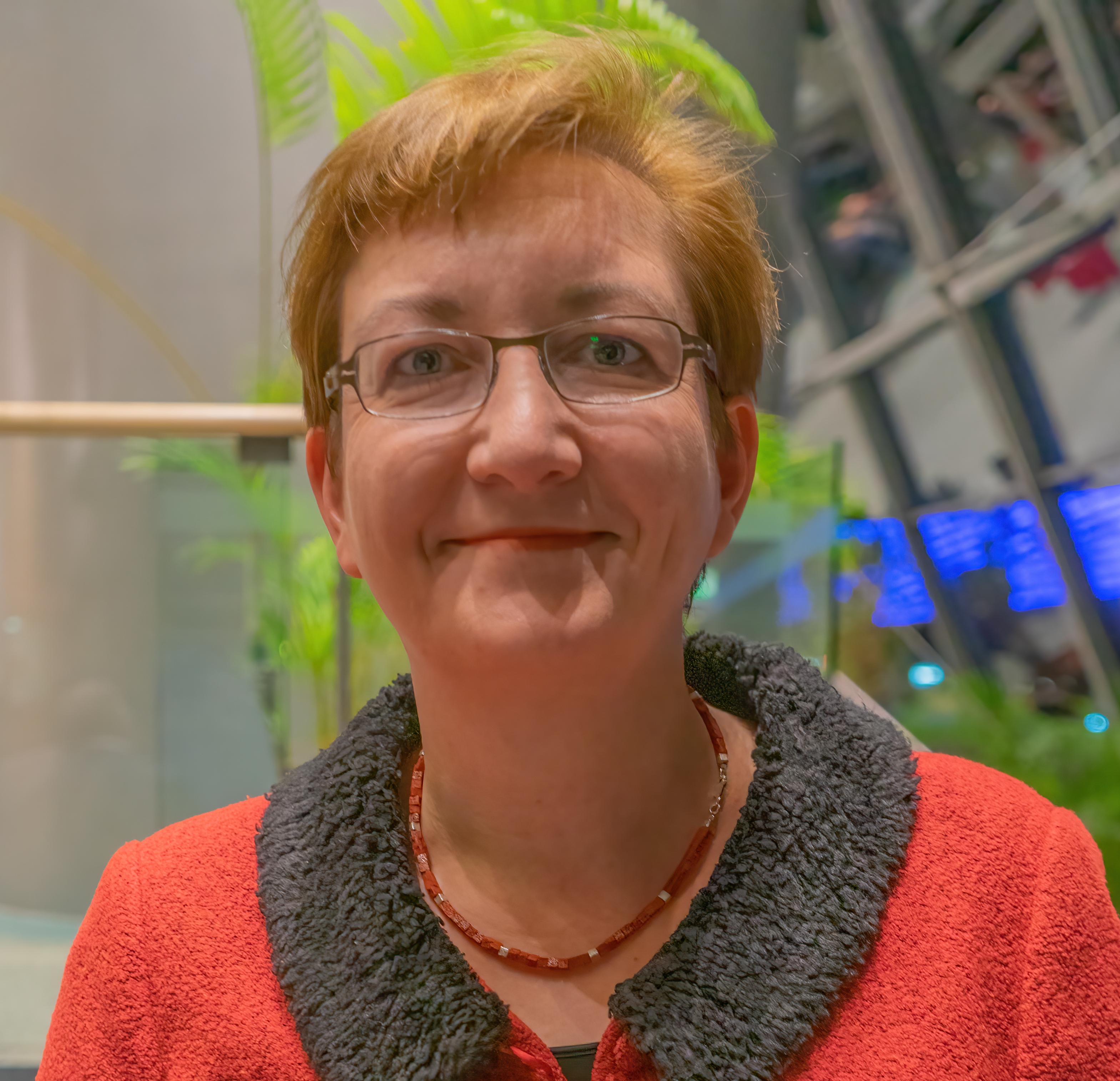
Klara Geywitz (* 1976)